# Trisecodes
Trisecodes is een geslacht van vliesvleugeligen uit de familie Eulophidae. De wetenschappelijke naam van dit geslacht is voor het eerst geldig gepubliceerd in 2000 door Delvare & LaSalle.

## Soorten
Het geslacht Trisecodes is monotypisch en omvat slechts de volgende soort:
- Trisecodes agromyzae Delvare & LaSalle, 2000